# Jonstorps församling
Jonstorps församling var en församling i Lunds stift och i Höganäs kommun. Församlingen uppgick 2002 i Farhult-Jonstorps församling.

## Administrativ historik
Församlingen har medeltida ursprung och har till 2002 varit i pastorat med Farhults församling, på medeltiden möjligen som moderförsamling, därefter som annexförsamling. Församlingen uppgick 2002 i Farhult-Jonstorps församling.

## Kyrkor
- Jonstorps kyrka